# Danholn
Danholn är en tätort i Falu kommun. Orten ligger strax intill länsväg W 850 mellan Falun och Svärdsjö. 

## Historia
Vid Backa i Danholns utkant fanns förr ett sågverk och ett tegelbruk. Dit gick då Hosjö–Backa järnväg en smalspårig godsjärnväg från Hosjö.

### Etymologi
Namnet skrevs 1585 Dannehollenn. Förleden innehåller antagligen genitiv pluralis av folkslagsbeteckningen dan (dansk). Efterledet är bestämd form av dialektordet hol, som betyder "liten kulle".

### Befolkningsutveckling

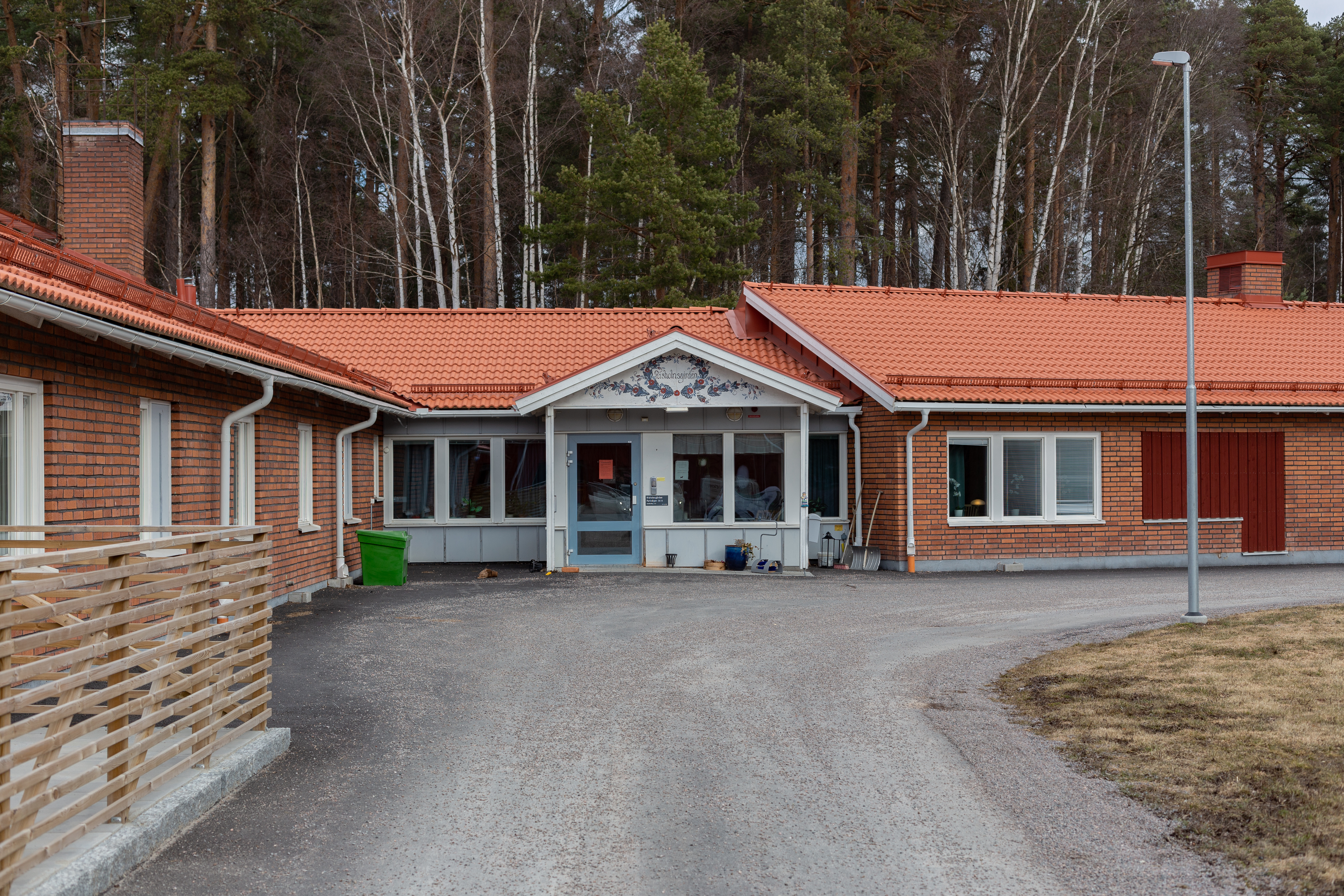
Risholnsgårdens demensboende i Danholn

| Befolkningsutvecklingen i Danholn 1965–2020  | Befolkningsutvecklingen i Danholn 1965–2020 | Befolkningsutvecklingen i Danholn 1965–2020 | Befolkningsutvecklingen i Danholn 1965–2020 | Befolkningsutvecklingen i Danholn 1965–2020 |
| -------------------------------------------- | ------------------------------------------- | ------------------------------------------- | ------------------------------------------- | ------------------------------------------- |
|                                              |                                             |                                             |                                             |                                             |
| År                                           |                                             |                                             | Folkmängd                                   | Areal (ha)                                  |
| 1965                                         | 1965                                        |                                             | 430                                         |                                             |
| 1970                                         | 1970                                        |                                             | 490                                         |                                             |
| 1975                                         | 1975                                        |                                             | 526                                         |                                             |
| 1980                                         | 1980                                        |                                             | 472                                         |                                             |
| 1990                                         | 1990                                        |                                             | 452                                         | 77                                          |
| 1995                                         | 1995                                        |                                             | 466                                         | 77                                          |
| 2000                                         | 2000                                        |                                             | 458                                         | 77                                          |
| 2005                                         | 2005                                        |                                             | 446                                         | 78                                          |
| 2010                                         | 2010                                        |                                             | 440                                         | 77                                          |
| 2015                                         | 2015                                        |                                             | 466                                         | 80                                          |
| 2020                                         | 2020                                        |                                             | 461                                         | 71                                          |
| Anm.: Ny tätort 1965, Stnsarvet uppgick 2023 |                                             |                                             |                                             |                                             |